# Машина Минского
Машина Минского — многоленточная машина Тьюринга, у которой ленты слева не надстраиваются (ограничены по длине), все ячейки лент, за исключением самых левых, всегда пусты, а состояния самых левых ячеек постоянны. Также называется регистровая машина. Понятие ввёл в науку М. Минский

## Система команд
Внешний алфавит (совокупность символов, записанных на лентах) машины Минского состоит из символов {\displaystyle 0,1}. Символ пустого состояния {\displaystyle 0}, все самые левые клетки всех лент находятся в состоянии {\displaystyle 1}.
Полное описание {\displaystyle n} — ленточной машины Минского задаётся указанием совокупности всех её внутренних состояний {\displaystyle q_{i},\ i=1,\dots ,n} и программы машины, состоящей из команд вида
{\displaystyle q_{i}a_{1}\dots a_{s}\to q_{\alpha }T_{\alpha _{1}}\dots T_{\alpha _{s}},}
где {\displaystyle i=1,\dots ,n}; {\displaystyle a_{\lambda }=0,1}; {\displaystyle \alpha =0,1,\dots ,n}; {\displaystyle \alpha _{\lambda }=0,1,-1}.
Эти команды означают, что, находясь во внутреннем состоянии {\displaystyle q_{i}} и воспринимая ячейки лент в состояниях {\displaystyle a_{1}\dots a_{s}}, машина заменяет {\displaystyle q_{i}} на {\displaystyle q_{\alpha }}, после чего сдвигает ленты в направлениях {\displaystyle T_{\alpha _{1}}\dots T_{\alpha _{s}}} ({\displaystyle T_{-1},T_{1},T_{0}} означают соответственно сдвиг ленты на одну ячейку влево, вправо и оставление ленты неподвижной).
Так как {\displaystyle 1} есть состояние самой левой ячейки, то в командах из {\displaystyle a_{\lambda }=1} должно следовать неравенство {\displaystyle \alpha _{\lambda }\neq -1}.

## Свойства
- Для каждой частично рекурсивной функции {\displaystyle f(x)} существует трёхленточная машина Минского, вычисляющая эту функцию, то есть переходящая из конфигурации {\displaystyle {10}^{x-1}q_{1}0q_{1}1q_{1}1} в конфигурацию {\displaystyle {10}^{f(x)-1}q_{0}0q_{0}1q_{0}1}, если {\displaystyle f(x)} определено, и работающая вечно, если {\displaystyle f(x)} не определено[1].
- Для каждой частично рекурсивной функции {\displaystyle f(x)} существует двухленточная машина Минского, которая для любого натурального {\displaystyle x} перерабатывает число {\displaystyle 2^{x}} в число {\displaystyle 2^{f(x)}}, если {\displaystyle f(x)} определено, и работающая безостановочно, не переходя в заключительное внутреннее состояние {\displaystyle q_{0}}, если {\displaystyle f(x)} не определено[1]
- Для каждой частично рекурсивной функции {\displaystyle f(x)} существует операторный алгоритм, перерабатывающий {\displaystyle 2^{2^{x}}} в {\displaystyle 2^{2^{f(x)}}}, программа которого состоит лишь из приказов вида[1]{{pb
{\displaystyle {\overline {\underline {|\,{\times 2}\,|\,\alpha \,|}}},{\overline {\underline {|\,{\times 3}\,|\,\alpha \,|}}},{\overline {\underline {|\,{\times 2}\,|\,\alpha \,|\,\beta \,|}}}.}

## Регистровая машина
Регистровая (или программная) машина состоит из конечного числа регистров, хранящих неотрицательные целые числа и управляющий программный блок, который выполняет операции над содержимым регистров согласно программе (упорядоченной последовательности команд). Команды содержат сведения о выполняемой операции, регистре, номерах одной или двух других команд.
Для всякой машины Тьюринга всегда можно построить эквивалентную ей регистровую машину, использующую два регистра и выполняющую четыре операции:
- {\displaystyle {\underline {\overline {|\,a^{0}\,|}}}} — занести {\displaystyle 0} в регистр {\displaystyle a};
- {\displaystyle {\underline {\overline {|\,a'\,|}}}} — добавить {\displaystyle 1} к содержимому регистра {\displaystyle a} и перейти к новой команде;
- {\displaystyle {\underline {\overline {|\,a^{-}(n)\,|}}}} — вычесть {\displaystyle 1} из содержимого регистра {\displaystyle a} и перейти к следующей команде или перейти к команде {\displaystyle n,} если в нём уже содержится {\displaystyle 0};
- {\displaystyle {\underline {\overline {|\,n\,|}}}} — перейти к команде {\displaystyle n}.

Двухленточная машина Минского полностью эквивалентна регистровой машине с двумя регистрами. Если длины лент от считывающих головок до концов рассматривать как представления чисел {\displaystyle m} и {\displaystyle n}, операции {\displaystyle m^{+}} и {\displaystyle n^{+}} сдвигают головки в сторону от концов, а {\displaystyle m^{-}} и {\displaystyle n^{-}} к концам, при условии, что не достигнут конец ленты, полностью эквивалентна регистровой (программной) машине с двумя регистрами, в один из регистров которой помещается нуль, а в другой число {\displaystyle 2^{a}3^{m}5^{n}}.